# La Jonquera

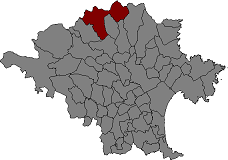
Położenie gminy na mapie comarki Alt Empordà.

La Jonquera (hiszp. La Junquera) – gmina w Hiszpanii,  w Katalonii, w prowincji Girona, w comarce Alt Empordà.
Powierzchnia gminy wynosi 56,93 km². Wysokość bezwzględna gminy równa jest 110 metrów.

## Miejscowości
W skład gminy La Jonquera wchodzi pięć miejscowości, w tym miejscowość gminna o tej samej nazwie:
- Canadal – liczba ludności: 9
- La Jonquera – 2888
- Els Límits – 115
- Requesens – 0
- Sant Julià – 4

## Demografia
| 1991 | 1996 | 2001 | 2004 | 2005 |
| ---- | ---- | ---- | ---- | ---- |
| 2502 | 2384 | 2636 | 2920 | 3016 |